# Mariano Doporto Marchori
Mariano Doporto Marchori (Càceres, 18 de gener de 1902 - Dublín, 8 de setembre de 1964) va ser un físic i meteoròleg espanyol, director de l'Irish Meteorological Service.

## Biografia
Nascut el 18 de gener de 1902 en Càceres,; orfe de petit, fou adoptat pel seu oncle Severiano Doporto Uncilla, catedràtic de geografia i història a Teruel. Va estudiar Ciències en la Universitat Central, especialitzant-se en Física, i va iniciar els cursos corresponents al doctorat en Físiques en 1923.
Doporto, es va convertir en director de l'Observatori Meteorològic d'Igeldo (Sant Sebastià) en 1927, va contreure matrimoni amb Mercedes Laguía Paracuellos en 1931. El setembre del 1936 va evacuar l'Observatori en retirar-se les tropes republicanes cap a Bilbao. El 21 d'agost de 1937 va ser nomenat Cap de la Xarxa de Ports Meteorològics per a Aviació i es va traslladar a València, d'on l'octubre de 1937 fou traslladat a Barcelona. Es va doctorar en Física Experimental en la Universitat de Barcelona en 1938, en plena guerra civil, amb la tesi La turbulencia dinámica de la atmósfera en Barcelona. Era afiliat al PSOE.
Doporto, que s'havia iniciat en la maçoneria el febrer de 1925 en la Lògia La Mantuana (Madrid) amb el nom simbòlic de Mart, durant la seva estada en Donostia-Sant Sebastià va ser membre de la Lògia Altuna Núm. 15, on va ser exaltat al grau de Mestre Maçó per José Bellido Rodríguez, membre fundador d'aquesta. A més va ser fundador i membre actiu de la Lògia Espartac, sota Obediència del Gran Orient de França, una lògia d'ideals antifeixistes fundada entre membres de les lògies labortanes L'Zelee, Etoile de Labourd i Altuna, establerta a Baiona.
En 1939, després de precipitar-se la fi del conflicte, es va exiliar en Baiona; poc més tard va arribar a Irlanda, on es va fer amb una plaça en el Irish Meteorological Service (Servei Meteorològic Irlandès, IMS) en 1940. En 1948 es va convertir en el director de l'IMS. Va morir a Dublín el 8 de setembre de 1964.